# Emmanuelle Gagliardi
Pour les articles homonymes, voir Gagliardi.
Emmanuelle Gagliardi, née le 9 juillet 1976 à Genève, est une joueuse de tennis professionnelle suisse.
Elle a joué sous les couleurs de Monaco jusqu'en janvier 1997. Elle fait ses débuts en équipe de Suisse en mars de la même année lors de la rencontre de Fed Cup contre la Slovaquie.
En 2005, alors redescendue au 105e rang mondial, elle a joué le 4e tour à Roland Garros, battue par Sesil Karatantcheva, sa meilleure performance en simple dans une épreuve du Grand Chelem.
Durant sa carrière, elle a remporté quatre titres en double dames sur le circuit WTA.

## Palmarès

### Titres en double dames
| No | Date       | Nom et lieu du tournoi                 | Catégorie | Dotation  | Surface      | Partenaire          | Finalistes                           | Score     |          |
| -- | ---------- | -------------------------------------- | --------- | --------- | ------------ | ------------------- | ------------------------------------ | --------- | -------- |
| 1  | 12-04-2004 | Estoril Open Estoril                   | Tier V    | 110 000 $ | Terre (ext.) | Janette Husárová    | Olga Blahotová Gabriela Navrátilová  | 6-3, 6-2  | Parcours |
| 2  | 20-09-2004 | China Open Pékin                       | Tier II   | 585 000 $ | Dur (ext.)   | Dinara Safina       | Gisela Dulko María Vento-Kabchi      | 6-4, 6-4  | Parcours |
| 3  | 14-02-2005 | Copa Colsanitas Seguros Bolivar Bogota | Tier III  | 170 000 $ | Terre (ext.) | Tina Pisnik         | Ľubomíra Kurhajcová Barbora Strýcová | 6-4, 6-3  | Parcours |
| 4  | 26-09-2005 | International Women’s Open Guangzhou   | Tier III  | 170 000 $ | Dur (ext.)   | Maria Elena Camerin | Neha Uberoi Shikha Uberoi            | 7-65, 6-3 | Parcours |

### Finales en double dames
| No | Date       | Nom et lieu du tournoi             | Catégorie | Dotation  | Surface      | Vainqueures                        | Partenaire          | Score           |          |
| -- | ---------- | ---------------------------------- | --------- | --------- | ------------ | ---------------------------------- | ------------------- | --------------- | -------- |
| 1  | 01-01-2001 | ASB Bank Classic Auckland          | Tier V    | 110 000 $ | Dur (ext.)   | Alexandra Fusai Rita Grande        | Barbara Schett      | 7-64, 6-3       | Parcours |
| 2  | 07-04-2003 | Estoril Open Estoril               | Tier IV   | 140 000 $ | Terre (ext.) | Petra Mandula Patricia Wartusch    | Maret Ani           | 6-73, 7-63, 6-2 | Parcours |
| 3  | 28-04-2003 | Croatian Ladies Open Bol           | Tier III  | 170 000 $ | Terre (ext.) | Petra Mandula Patricia Wartusch    | Patty Schnyder      | 6-3, 6-2        | Parcours |
| 4  | 02-08-2004 | Nordea Nordic Light Open Stockholm | Tier IV   | 140 000 $ | Dur (ext.)   | Alicia Molik Barbara Schett        | Anna-Lena Grönefeld | 6-3, 6-3        | Parcours |
| 5  | 16-08-2004 | Western & Southern Open Cincinnati | Tier III  | 170 000 $ | Dur (ext.)   | Jill Craybas Marlene Weingärtner   | Anna-Lena Grönefeld | 7-5, 7-62       | Parcours |
| 6  | 02-10-2006 | Tashkent Open Tachkent             | Tier IV   | 145 000 $ | Dur (ext.)   | Victoria Azarenka Tatiana Poutchek | Maria Elena Camerin | Forfait         | Parcours |

## Parcours en Grand Chelem

### En simple dames
| Année | Open d'Australie | Open d'Australie  | Internationaux de France | Internationaux de France | Wimbledon       | Wimbledon          | US Open         | US Open           |
| ----- | ---------------- | ----------------- | ------------------------ | ------------------------ | --------------- | ------------------ | --------------- | ----------------- |
| 1997  | 1er tour (1/64)  | Henrieta Nagyová  | 2e tour (1/32)           | Dominique Monami         | 2e tour (1/32)  | Arantxa Sánchez    | 1er tour (1/64) | Alexandra Fusai   |
| 1998  | 1er tour (1/64)  | Sylvia Plischke   | 2e tour (1/32)           | Anna Smashnova           | 1er tour (1/64) | Tatiana Panova     | 1er tour (1/64) | Laura Golarsa     |
| 1999  | -                | -                 | 2e tour (1/32)           | Sylvia Plischke          | 1er tour (1/64) | María Vento        | 1er tour (1/64) | Virginia Ruano    |
| 2000  | 2e tour (1/32)   | Bryanne Stewart   | 2e tour (1/32)           | Monica Seles             | 1er tour (1/64) | Paola Suárez       | 1er tour (1/64) | Jennifer Capriati |
| 2001  | 3e tour (1/16)   | Marta Marrero     | 1er tour (1/64)          | Anne Kremer              | 3e tour (1/16)  | Serena Williams    | 1er tour (1/64) | Karina Habšudová  |
| 2002  | 2e tour (1/32)   | Cindy Watson      | 1er tour (1/64)          | Jelena Dokić             | 2e tour (1/32)  | Magdalena Maleeva  | 1er tour (1/64) | Vera Zvonareva    |
| 2003  | 2e tour (1/32)   | Anastasia Myskina | 2e tour (1/32)           | Conchita Martínez        | 2e tour (1/32)  | Jelena Dokić       | 1er tour (1/64) | Jelena Dokić      |
| 2004  | 2e tour (1/32)   | Anastasia Myskina | 1er tour (1/64)          | Silvija Talaja           | 3e tour (1/16)  | Tatiana Golovin    | 1er tour (1/64) | Akiko Morigami    |
| 2005  | 1er tour (1/64)  | Nathalie Dechy    | 4e tour (1/8)            | Sesil Karatantcheva      | 1er tour (1/64) | Flavia Pennetta    | 1er tour (1/64) | Magdalena Maleeva |
| 2006  | 1er tour (1/64)  | Galina Voskoboeva | 2e tour (1/32)           | Daniela Hantuchová       | 1er tour (1/64) | Ana Ivanović       | -               | -                 |
| 2007  | 1er tour (1/64)  | Tathiana Garbin   | 1er tour (1/64)          | Nicole Vaidišová         | 1er tour (1/64) | Tatiana Perebiynis | 1er tour (1/64) | Victoria Azarenka |

À droite du résultat, l’ultime adversaire.

### En double dames
| Année | Open d'Australie             | Open d'Australie           | Internationaux de France     | Internationaux de France    | Wimbledon                     | Wimbledon                 | US Open                        | US Open                    |
| ----- | ---------------------------- | -------------------------- | ---------------------------- | --------------------------- | ----------------------------- | ------------------------- | ------------------------------ | -------------------------- |
| 1999  | -                            | -                          | -                            | -                           | 1er tour (1/32) K. Marosi     | A. Cocheteux Émilie Loit  | -                              | -                          |
| 2000  | 1er tour (1/32) S. Reeves    | Erika de Lone Nicole Pratt | -                            | -                           | 1er tour (1/32) P. Schnyder   | Åsa Svensson Émilie Loit  | -                              | -                          |
| 2001  | -                            | -                          | 1er tour (1/32) C. Dhenin    | Lisa Raymond Rennae Stubbs  | 1er tour (1/32) Laura Golarsa | Dawn Buth N. Grandin      | 2e tour (1/16) Meilen Tu       | Whitney Laiho J. Lehnhoff  |
| 2002  | 2e tour (1/16) Meilen Tu     | D. Hantuchová A. Sánchez   | 1er tour (1/32) F. Schiavone | Galina Fokina T. Perebiynis | 1er tour (1/32) F. Schiavone  | Silvia Farina B. Schett   | 1/4 de finale H. Nagyová       | Nadia Petrova Nicole Pratt |
| 2003  | 1/2 finale Petra Mandula     | V. Ruano Paola Suárez      | 3e tour (1/8) P. Schnyder    | Cara Black Likhovtseva      | 2e tour (1/16) Shaughnessy    | M. Sequera M. Washington  | 1er tour (1/32) Shaughnessy    | M. Bartoli M. Casanova     |
| 2004  | 1/4 de finale Roberta Vinci  | V. Ruano Paola Suárez      | 1er tour (1/32) Maret Ani    | Nadia Petrova Shaughnessy   | 3e tour (1/8) Roberta Vinci   | S. Kuznetsova Likhovtseva | 2e tour (1/16) A.-L. Grönefeld | S. Kuznetsova Likhovtseva  |
| 2005  | 2e tour (1/16) A. Bondarenko | L. Davenport C. Morariu    | 1er tour (1/32) J. Janković  | Marta Marrero Arantxa Parra | 3e tour (1/8) Els Callens     | V. Dushevina Shahar Peer  | 1er tour (1/32) Weingärtner    | Li Ting Sun Tiantian       |
| 2006  | 2e tour (1/16) K. Šprem      | Liezel Huber F. Schiavone  | 2e tour (1/16) M. Santangelo | N. Dechy V. Zvonareva       | 2e tour (1/16) M. Santangelo  | Mervana Jugić Emma Laine  | 1er tour (1/32) T. Garbin      | Lisa Raymond S. Stosur     |
| 2007  | -                            | -                          | 3e tour (1/8) F. Schiavone   | Anabel Medina V. Ruano      | 1er tour (1/32) F. Schiavone  | J. Gajdošová A. Morigami  | -                              | -                          |
| 2008  | 2e tour (1/16) P. Schnyder   | V. Azarenka Shahar Peer    | -                            | -                           | -                             | -                         | -                              | -                          |

Sous le résultat, la partenaire ; à droite, l’ultime équipe adverse.

### En double mixte
| Année | Open d'Australie             | Open d'Australie         | Internationaux de France     | Internationaux de France    | Wimbledon                     | Wimbledon                | US Open                    | US Open                   |
| ----- | ---------------------------- | ------------------------ | ---------------------------- | --------------------------- | ----------------------------- | ------------------------ | -------------------------- | ------------------------- |
| 2003  | -                            | -                        | 1er tour (1/16) Cyril Suk    | Nadia Petrova Paul Haarhuis | 1er tour (1/32) Chris Haggard | M. Sequera Jordan Kerr   | 1er tour (1/16) David Rikl | Liezel Huber Pavel Vízner |
| 2004  | 2e tour (1/8) S. Prieto      | Rita Grande M. Rodríguez | -                            | -                           | 2e tour (1/16) S. Prieto      | Navrátilová Leander Paes | 1/4 de finale Gastón Etlis | V. Zvonareva Bob Bryan    |
| 2005  | 1er tour (1/16) M. Rodríguez | V. Zvonareva Bob Bryan   | 1er tour (1/16) M. Rodríguez | N. Vaidišová Mark Knowles   | 2e tour (1/16) Lucas Arnold   | Navrátilová Mike Bryan   | -                          | -                         |

Sous le résultat, le partenaire ; à droite, l’ultime équipe adverse.

## Parcours aux Jeux olympiques

### En simple dames
| # | Date       | Nom de l'olympiade   | Surface    | Résultat       | Ultime adversaire | Score    |          |
| - | ---------- | -------------------- | ---------- | -------------- | ----------------- | -------- | -------- |
| 1 | 19/09/2000 | Olympic Games Sydney | Dur (ext.) | 2e tour (1/16) | Jana Kandarr      | 7-5, 6-4 | Parcours |

### En double dames
| # | Date       | Nom de l'olympiade   | Surface    | Résultat        | Partenaire         | Ultimes adversaires                 | Score     |          |
| - | ---------- | -------------------- | ---------- | --------------- | ------------------ | ----------------------------------- | --------- | -------- |
| 1 | 19/09/2000 | Olympic Games Sydney | Dur (ext.) | 1er tour (1/16) | Miroslava Vavrinec | Milagros Sequera María Vento-Kabchi | 6-2, 7-5  | Parcours |
| 2 | 11/08/2008 | Olympic Games Pékin  | Dur (ext.) | 2e tour (1/8)   | Patty Schnyder     | Yan Zi Zheng Jie                    | 6-3, 7-62 | Parcours |

## Parcours en Fed Cup
| #                                                                         | Date       | Lieu        | Surface         | Gagnante(s)                          | Perdante(s)                          | Score         |          |
|                                                                           |            |             |                 |                                      |                                      |               |          |
| 1997 - Barrage (groupe mondial I) - Suisse - Argentine - 5 : 0            |            |             |                 |                                      |                                      |               |          |
| 1                                                                         | 12/07/1997 | Zurich      | Moquette (int.) | Emmanuelle Gagliardi Martina Hingis  | Laura Montalvo Mercedes Paz          | 6-3, 6-4      | Parcours |
|                                                                           |            |             |                 |                                      |                                      |               |          |
| 1998 - 1/2 finale (groupe mondial) - Suisse - France - 5 : 0              |            |             |                 |                                      |                                      |               |          |
| 2                                                                         | 25/07/1998 | Sion        | Terre (ext.)    | Emmanuelle Gagliardi Patty Schnyder  | Alexandra Fusai Nathalie Tauziat     | 2-6, 6-3, 6-3 | Parcours |
|                                                                           |            |             |                 |                                      |                                      |               |          |
| 1999 - 1/4 de finale (groupe mondial) - Suisse - Slovaquie - 0 : 5        |            |             |                 |                                      |                                      |               |          |
| 3                                                                         | 17/04/1999 | Zurich      | Moquette (int.) | Karina Habšudová                     | Emmanuelle Gagliardi                 | 7-68, 6-0     | Parcours |
| 3                                                                         | 17/04/1999 | Zurich      | Moquette (int.) | Henrieta Nagyová                     | Emmanuelle Gagliardi                 | 3-6, 6-1, 6-3 | Parcours |
|                                                                           |            |             |                 |                                      |                                      |               |          |
| 2000 - Round robin (groupe mondial) - Slovaquie - Suisse - 1 : 2          |            |             |                 |                                      |                                      |               |          |
| 4                                                                         | 27/04/2000 | Bratislava  | Dur (int.)      | Emmanuelle Gagliardi                 | Henrieta Nagyová                     | 5-7, 6-2, 6-1 | Parcours |
|                                                                           |            |             |                 |                                      |                                      |               |          |
| 2000 - Round robin (groupe mondial) - République tchèque - Suisse - 2 : 1 |            |             |                 |                                      |                                      |               |          |
| 5                                                                         | 28/04/2000 | Bratislava  | Dur (int.)      | Květa Hrdličková                     | Emmanuelle Gagliardi                 | 6-1, 7-64     | Parcours |
| 5                                                                         | 28/04/2000 | Bratislava  | Dur (int.)      | Dája Bedáňová Květa Hrdličková       | Emmanuelle Gagliardi Patty Schnyder  | 4-6, 6-1, 6-1 | Parcours |
|                                                                           |            |             |                 |                                      |                                      |               |          |
| 2000 - Round robin (groupe mondial) - Autriche - Suisse - 1 : 2           |            |             |                 |                                      |                                      |               |          |
| 6                                                                         | 29/04/2000 | Bratislava  | Dur (int.)      | Emmanuelle Gagliardi                 | Patricia Wartusch                    | 6-2, 6-4      | Parcours |
| 6                                                                         | 29/04/2000 | Bratislava  | Dur (int.)      | Emmanuelle Gagliardi Patty Schnyder  | Barbara Schett Patricia Wartusch     | 2-6, 6-4, 8-6 | Parcours |
|                                                                           |            |             |                 |                                      |                                      |               |          |
| 2003 - Barrage (groupe mondial I) - Suisse - Israël - 4 : 1               |            |             |                 |                                      |                                      |               |          |
| 7                                                                         | 19/07/2003 | Winterthour | Terre (ext.)    | Tzipora Obziler                      | Emmanuelle Gagliardi                 | 6-3, 7-5      | Parcours |
| 7                                                                         | 19/07/2003 | Winterthour | Terre (ext.)    | Myriam Casanova Emmanuelle Gagliardi | Tzipora Obziler Shahar Peer          | 6-1, 6-1      | Parcours |
|                                                                           |            |             |                 |                                      |                                      |               |          |
| 2004 - 1er tour (groupe mondial) - Espagne - Suisse - 3 : 2               |            |             |                 |                                      |                                      |               |          |
| 8                                                                         | 24/04/2004 | Los Belones | Terre (ext.)    | Conchita Martínez                    | Emmanuelle Gagliardi                 | 2-6, 6-1, 6-0 | Parcours |
| 8                                                                         | 24/04/2004 | Los Belones | Terre (ext.)    | Conchita Martínez Virginia Ruano     | Myriam Casanova Emmanuelle Gagliardi | 7-63, 6-2     | Parcours |
|                                                                           |            |             |                 |                                      |                                      |               |          |
| 2008 - Barrage (groupe mondial II) - Autriche - Suisse - 2 : 3            |            |             |                 |                                      |                                      |               |          |
| 9                                                                         | 26/04/2008 | Dornbirn    | Dur (int.)      | Sybille Bammer                       | Emmanuelle Gagliardi                 | 7-5, 6-3      | Parcours |
| 9                                                                         | 26/04/2008 | Dornbirn    | Dur (int.)      | Patty Schnyder Emmanuelle Gagliardi  | Melanie Klaffner Yvonne Meusburger   | 6-0, 6-1      | Parcours |

## Classements WTA en fin de saison

### En simple
| Année | 1992 | 1993 | 1994 | 1995 | 1996 | 1997 | 1998 | 1999 | 2000 | 2001 | 2002 | 2003 | 2004 | 2005 | 2006 | 2007 | 2008 |
| Rang  | 675  | 484  | 330  | 232  | 123  | 77   | 105  | 68   | 97   | 69   | 61   | 56   | 104  | 93   | 113  | 132  | 256  |

Source : (en) « Classements de Emmanuelle Gagliardi », sur le site officiel du WTA Tour

### En double
| Année | 1992 | 1993 | 1994 | 1995 | 1996 | 1997 | 1998 | 1999 | 2000 | 2001 | 2002 | 2003 | 2004 | 2005 | 2006 | 2007 | 2008 |
| Rang  | 606  | 394  | 499  | 288  | 248  | 212  | 256  | 128  | 220  | 81   | 83   | 26   | 22   | 54   | 79   | 112  | 175  |

Source : (en) « Classements de Emmanuelle Gagliardi », sur le site officiel du WTA Tour